# William F. Halsey

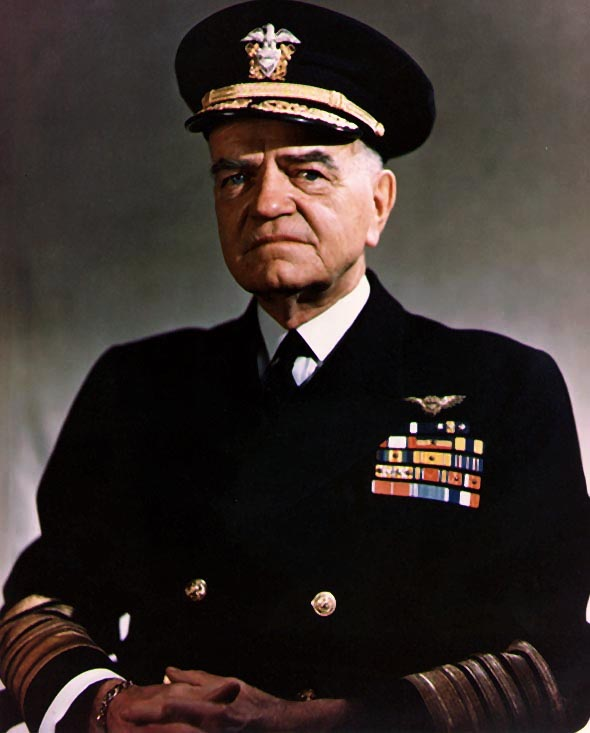
Admiral Halsey (1945)

William Frederick „Bull“ Halsey, Jr. (* 30. Oktober 1882 in Elizabeth, New Jersey; † 20. August 1959 auf Fishers Island, New York) war ein US-amerikanischer Fleet Admiral und während des Zweiten Weltkriegs im Pazifik Kommandeur einer Flotte der US-Marine.

## Biografie

### Familie und Ausbildung
Halsey war der Sohn eines Kapitäns der US Navy. Er besuchte die Pingry Schule. Nachdem er zwei Jahre auf eine Berufung an die United States Naval Academy gewartet hatte, beschloss Halsey, an der Universität von Virginia Medizin 1900 zu studieren. Nach seinem ersten Studienjahr wurde Halsey an die United States Naval Academy berufen und trat im Herbst 1900 in die Akademie ein. Während seiner Zeit an der Akademie spielte er als Fullback im Football und erhielt mehrere sportliche Auszeichnungen. Halsey schloss sein Studium an der Marineakademie am 2. Februar 1904 ab.

### Militärische Laufbahn
Halsey diente dann als Ensign auf Schlachtschiffen, wo er 1909 Lieutenant (junior grade) und Lieutenant wurde. Er war danach auf Torpedobooten stationiert, die er ab 1912 kommandierte, ab 1916 als Lieutenant Commander und Befehlshaber einer Torpedobootflottille.

#### Erster Weltkrieg
Während des Ersten Weltkriegs kommandierte Halsey Zerstörer im Atlantik, die die Aufgabe hatten, Transportschiffe zu eskortieren. Bereits während dieser Zeit errang er hohe Auszeichnungen wie etwa das Navy Cross, die zweithöchste Auszeichnung der Marine. 1918 wurde er Commander (Fregattenkapitän).
Von 1922 bis 1925 arbeitete Halsey als Marineattaché in Berlin, anschließend führte er zwei Zerstörergeschwader. 1927 wurde er zum Captain (Kapitän zur See) befördert und kommandierte ab Juli 1935 Jahre den Flugzeugträger Saratoga, später die Naval Air Station Pensacola.
1938 folgte die Beförderung zum Rear Admiral (Konteradmiral) und 1940 die zum Vizeadmiral. Als solcher befehligte er die Flugzeugträgerkräfte der US-Pazifikflotte.

#### Zweiter Weltkrieg

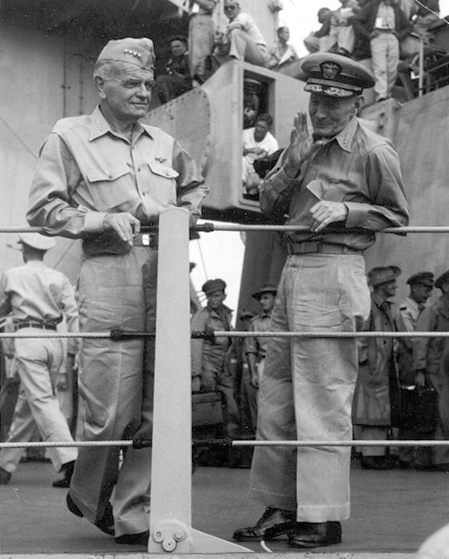
Admirale Halsey und McCain auf der Missouri, 1945

Zum Zeitpunkt des japanischen Angriffs auf Pearl Harbor befand sich Halsey an Bord der Enterprise, die eine Ladung Flugzeuge zum Inselstützpunkt Wake transportieren sollte. Durch widriges Wetter kam die Enterprise zu spät zum Angriff auf Pearl Harbour.
Während der ersten sechs Kriegsmonate führte die Task Force unter Führung von Halsey mehrere Luftangriffe durch auf die von Japan besetzte Inselgruppe der Marshalls und die Enterprise unter Halsey begleitete ihr Schwesterschiff Hornet unter Captain Mitscher beim sog. Doolittle Raid, einem Bomberangriff mit B-25 auf Tokio und andere japanische Städte. Zur Zeit der Schlacht um Midway befand Halsey sich jedoch wegen einer schweren Hauterkrankung zur medizinischen Behandlung in den USA.
Im Oktober 1942, während der Schlacht um Guadalcanal, wurde Halsey als Nachfolger von Robert L. Ghormley zum Befehlshaber der US-Flotte im Südpazifik ernannt und am 18. November 1942 zum Admiral befördert. 1943 übernahm er den Befehl über die neugebildete 3. US-Flotte, die unter Halseys Kommando (ab 1944) an den Kämpfen um die nördlichen Salomonen und an der Operation Cartwheel teilnahm. Die beiden Admiräle Halsey und Spruance wechselten sich 1944 und 1945 mit ihren Stäben in der Führung der Big Blue Fleet ab, die unter Halsey als 3. und unter Spruance als 5. Flotte fungierte.
Umstritten war Halseys Führung in der See- und Luftschlacht im Golf von Leyte im Oktober 1944. Er machte durch mehrere falsche Entscheidungen den Japanern den Weg frei gegen die Landungsflotte und versäumte es, seine Kameraden über seine Entscheidungen zu informieren, die sie fast schutzlos zurückließen. Dennoch beließ sein Vorgesetzter, Admiral Nimitz, das Flottenkommando bei Halsey.
Die Task Force 38 der 3. US-Flotte unter Halseys Kommando geriet am 18. Dezember 1944 etwa 200 Seemeilen östlich der Philippinen in den schweren Taifun Cobra. Es kenterten drei Zerstörer, neun Schiffe wurden schwer beschädigt, und 790 Seeleute kamen ums Leben. Die Flotte war dann noch unter Halseys Kommando an einigen weiteren Schlachten im Einsatz, unter anderem bei Angriffen auf Landziele im Südchinesischen Meer und Mitte des Jahres bei den Angriffen auf die japanischen Inseln. Am 29. August führte Halsey an Bord seines Flaggschiffs Missouri die Flotte in die Bucht von Tokio, wo am 2. September die Kapitulation Japans unterzeichnet wurde.
Nach Kriegsende wurde Halsey am 11. Dezember 1945 als viertem und bisher letzten Offizier der US-Marine der Rang eines Flottenadmirals verliehen.

#### Ruhestand und Tod
Im März 1947 trat er aus dem aktiven Dienst zurück. Nach seiner Pensionierung war er bis 1957 im Vorstand von zwei Tochtergesellschaften der International Telephone and Telegraph Company. 1959 starb er auf Fishers Island im Bundesstaat New York. Er wurde auf dem Nationalfriedhof Arlington beigesetzt.

## Ehe
Er heiratete 1909 Frances Cooke Grandy (1887–1968), genannt Fan. Das Paar hatte zwei Kinder. Margaret Bradford (1910–1979) und William Fredrick Halsey III (1915–2003).

## Ehrungen und Auszeichnungen
Ehrungen
- Die Navy benannte zwei Schiffe nach dem Admiral:
  - Halsey, Kreuzer der Leahy-Klasse und
  - Halsey, Zerstörer der Arleigh-Burke-Klasse.
- Halsey Field, NAS North Island in Coronado, Kalifornien
- Mehrere Gebäude erhielten seinen Namen u. a.
  - Admiral William F. Halsey Jr. Leadership Academy in Elizabeth, New Jersey
  - Halsey Hall, University of Virginia in Charlottesville, Virginia.
- Diverse Straßen wurden nach ihm benannt
- In der Historischen Rangordnung der höchsten Offiziere der Vereinigten Staaten wird er auf dem 21. Rang geführt.

Auszeichnungen
Er wurde mit einer Vielzahl Orden der USA und verschiedener anderer Nationen ausgezeichnet u. a.
- Navy Cross
- Navy Distinguished Service Medal
- Army Distinguished Service Medal
- Presidential Unit Citation
- Order of the British Empire

## Filme
Im Spielfilm Schlacht um Midway (1976) wurde Halsey von Robert Mitchum dargestellt. Im Film werden die amerikanischen Luftangriffe auf japanische Städte vom April 1942 (Doolittle Raid), die erfolgreiche Nutzung der Funkaufklärung (Station Hypo) und Entschlüsselung des japanischen Codes JN-25 sowie die namensgebende Trägerschlacht vom Juni 1942 gezeigt.
In dem Spielfilm Midway – Für die Freiheit (2019) wurde Halsey von Dennis Quaid porträtiert. Der Film behandelt die ersten sechs Monate des Pazifikkrieges.
Im Spielfilm The Gallant Hours wurde Halsey von James Cagney dargestellt. Der Film behandelt die entscheidenden Momente der Schlacht um Guadalcanal.

## Trivia
- Paul McCartney meint mit Admiral Halsey in seinem Song Uncle Albert/Admiral Halsey (1971) William F. Halsey[2]
- In Tom Clancys Roman Jagd auf Roter Oktober ist die Hauptfigur Jack Ryan Autor einer Halsey-Biografie und diskutiert in einer Szene mit einem übergelaufenen sowjetischen Offizier über sein Buch und Halsey.
- Zu Halseys Vorfahren gehört John Halsey, der während des Queen Anne’s War vom Gouverneur von Massachusetts einen Kaperbrief erhielt. Nach Ablauf des Kaperbriefes agierte er vor der ostafrikanischen Küste als Pirat.[3]
- In den Videospielen Wing Commander: Privateer und Wing Commander Arena tauchen Raumstationen der Halsey-Klasse auf, nämlich die Perry Naval Base und die Farragut Naval Base.[4]
- Nach Halsey ist eine Straße in Brooklyn sowie die entsprechend Haltestelle der U-Bahn-Linie L (New York City) benannt.